# Üheskoos on olla hea
"Üheskoos on olla hea" är den fjärde musiksingeln från den estniska sångaren Ott Lepland. 
Den släpptes i juni 2010 som den fjärde och sista singeln från hans självbetitlade debutalbum Ott Lepland. 
Låten är skriven av Tanel Padar.